# Накамура, Масато
Масато Накамура (яп. 中村 正人 Накамура Масато, род. 1 октября 1958 года, Тёфу, префектура Токио, Япония) — японский композитор и участник группы Dreams Come True. Наиболее известен как композитор первых игр серии Sonic the Hedgehog.

## Биография
Масато Накамура родился 1 октября 1958 года в японском городе Тёфу. В середине 1980-х познакомился с певицей Мивой Ёсидой. Оба они были участниками группы Cha-Cha & Audrey's Project. Однако в 1988 году Накамура и Ёсида вместе основывают группу Dreams Come True, а в следующем году записывают свой первый музыкальный альбом с одноимённым названием.
Музыкант также сотрудничал с компанией Sega по написанию музыки к Sonic the Hedgehog и Sonic the Hedgehog 2. Для Накамуры это была первая работа по созданию мелодий к компьютерным играм, и ею он остался доволен. Игровая пресса высоко оценила написанную Масато музыку, и он хотел продолжить сотрудничество дальше. Однако саундтрек к Sonic the Hedgehog 3 был создан уже композиторами из самой Sega, и от услуг Накамуры издательству пришлось отказаться, но его музыка была позднее использована в играх Sonic the Hedgehog 2006 года и Sonic Generations.
Помимо написания музыки к компьютерным играм, Масато Накамура создаёт музыку для фильмов и рекламных роликов
. В 2002 году он вместе с Мивой Ёсидой создаёт свою студию звукозаписи DCT Records, а в 2008 женится на участнице музыкальной группы High and Mighty Color по имени Макии.